# 2602 Moore
2602 Moore là một tiểu hành tinh vành đai chính. Nó được phát hiện năm 1982 bởi E. Bowell. Nó được đặt theo tên Patrick Moore, một nhà thiên văn học.